# Amoghasiddhi

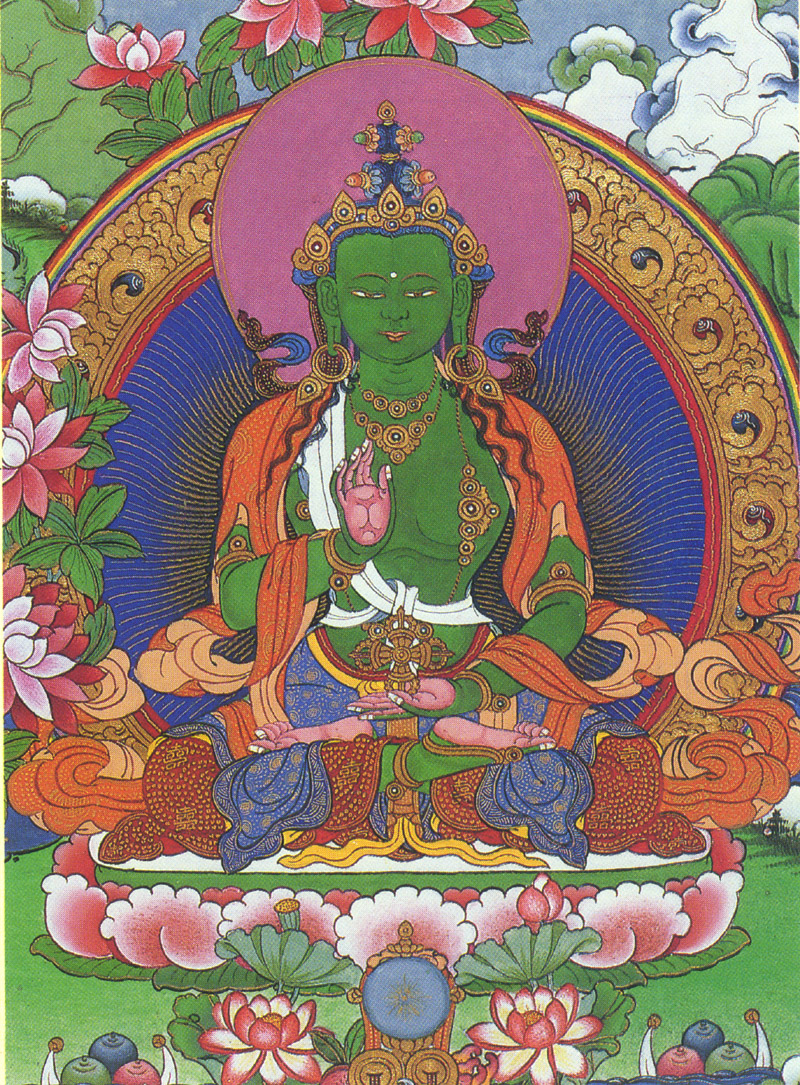
Amoghasiddhi, voorgesteld met een groene huid

Amoghasidhhi is in het Tibetaans boeddhisme een van de vijf dhyani-Boeddha's. Amoghasiddhi is de Boeddha van het noorden, het gezuiverde element lucht en de kleur groen (van afgunst).
Volgens het commentaar van Chögyam Trungpa in zijn versie van het Tibetaans Dodenboek, verschijnt Amoghasiddhi op de vijfde dag aan de overledene in de bardo of tussen-staat, tussen overlijden en wedergeboorte. Samen met Amoghasiddhi verschijnt het vage licht van 'het rijk van de jaloerse goden' en de overledene moet een keuze maken tussen het heldere en vage licht. Amitabha zou volgens dit commentaar aan deze dag voorafgaan  en op de volgende, de zesde dag, alle 42 vredige godheden verschijnen. 
Amoghasiddhi is van de karma (handeling)-familie. Hij verschijnt uit het 'Rijk van de Vergaarde Daden'. De familie is verbonden aan 'daden, vervulling en doeltreffendheid', is krachtig en wordt als vernietigend beschouwd. 'Amoghasiddhi betekent het volbrengen van alle daden, van alle vermogens' (siddhi's).
In zijn hand houdt hij een gekruiste ('in alle richtingen') vajra (bliksemflits). Hij is gezeten op een shang-shang troon. De shang-shang is een soort garoeda. De vogel draagt Amoghasiddhi op zijn rug en bespeelt als een muzikant twee cimbalen en kan als een soort supervogel alle gebieden bereiken. Zijn gezellin is Samaya-Tara, de 'redster van het Heilige Woord' (Samaya), de daadwerkelijke vervulling van de omstandigheden van het ogenblik. Er zijn twee mannelijke en twee vrouwelijke bodhisattva's die hen begeleiden: Vajrapani (vajrahouder, symboliseert geweldige energie), Sarvanivaranaviskambhin, de 'Zuiveraar van Alle Hindernissen' en Gandha en Naivedya. Gandha is de bodhisattva van reukstof en draagt extracten bij zich van allerlei kruiden (die de zintuiglijke waarnemingen representeren). Naivedya offert voedsel voor 'vaardig handelen'.